# Atchison County, Missouri
Atchison County är ett administrativt område i delstaten Missouri, USA, med 5 685 invånare. Den administrativa huvudorten (county seat) är Rock Port. 

## Geografi
Enligt United States Census Bureau har countyt en total area på 1 418 km². 1 411 km² av den arean är land och 7 km² är vatten. 

### Angränsande countyn
- Fremont County, Iowa - nord
- Page County, Iowa - nordost
- Nodaway County - öst
- Holt County - syd
- Richardson County, Nebraska - sydväst
- Nemaha County, Nebraska - väst
- Otoe County, Nebraska - nordväst